# Wielka Wola (gmina)
Wielka Wola (od 1973 Paradyż) – dawna gmina wiejska istniejąca do 1954 roku w woj. kieleckim, łódzkim i ponownie kieleckim. Nazwa gminy pochodzi od wsi Wielka Wola, lecz siedzibą władz gminy był Paradyż. 
W okresie międzywojennym gmina Wielka Wola należała do powiatu opoczyńskiego w woj. kieleckim. 1 kwietnia 1939 roku gminę wraz z całym powiatem opoczyńskim przeniesiono do woj. łódzkiego. Po wojnie gmina przez krótki czas zachowała przynależność administracyjną, lecz już 6 lipca 1950 roku została wraz z całym powiatem przyłączona z powrotem do woj. kieleckiego.
Według stanu z dnia 1 lipca 1952 roku gmina składała się z 12 gromad: Alfonsów, Bogusławy, Feliksów, Irenów, Joaniów, Kazimierzów, Paradyż, Podgaj, Przyłęk, Wójcin, Wójcin kol. i Wójcin B.
Jednostka została zniesiona 29 września 1954 roku wraz z reformą wprowadzającą gromady w miejsce gmin. Po reaktywowaniu gmin z dniem 1 stycznia 1973 roku gminy Wielka Wola nie przywrócono, utworzono natomiast jej terytorialny odpowiednik, gminę Paradyż w tymże powiecie i województwie.